# CD44 (antigène)
Le CD44 est une glycoprotéine antigène de type cluster de différenciation. Son gène est CD44[pas clair] situé sur le chromosome 11 humain. C'est le seul membre de la classe K des récepteurs éboueurs.

## Structure
Un certain nombre d'isoformes a été décrit, dues à un épissage alternatif.

## Rôles
Il agit comme un récepteur à l'acide hyaluronique, permettant la stabilisation et la régression d'une inflammation. La protéine CD44 joue un rôle important dans le cancer[Comment ?], en particulier dans les cellules souches cancéreuses, où elle importe des métaux liés à l'acide hyaluronique dans les cellules. En particulier, le fer est essentiel pour les changements épigénétiques[Quoi ?] qui suivent[réf. nécessaire]. Ce processus est aussi important pour l'import de cuivre dans les cellules immunitaires pendant l'inflammation.